# Wolfgang Balzer (Wissenschaftstheoretiker)
Wolfgang Balzer (* 1947 in Darmstadt) ist ein deutscher Wissenschaftstheoretiker. Bis zu seiner Emeritierung im Jahr 2001 war er Professor an der philosophischen Fakultät der Ludwig-Maximilians-Universität München. Er ist ein Vertreter des Strukturalistischen Theorienkonzepts in der Wissenschaftstheorie.

## Schriften
- Zusammen mit C. Ulises Moulines, Joseph D. Sneed: An Architectonic for Science. The Structuralist Approach. Reidel, Dordrecht u. a. 1987, ISBN 90-277-2403-2 (Synthese Library 186).
- Die Wissenschaft und ihre Methoden. Grundsätze der Wissenschaftstheorie. Ein Lehrbuch. Alber, Freiburg (Breisgau) u. a. 1997, ISBN 3-495-47853-1 (Alber-Lehrbuch).
- Zusammen mit Daniel Kurzawe, Klaus Manhart: Künstliche Gesellschaften mit PROLOG : Grundlagen sozialer Simulation. V&R unipress, 2014, ISBN 978-3-8471-0332-5.
- Zusammen mit Karl R. Brendel: Theorie der Wissenschaften  erstes Erscheinungsdatum: 2. August 2018.